# Onze-Lieve-Vrouwkapel (Sint-Laureins-Berchem)

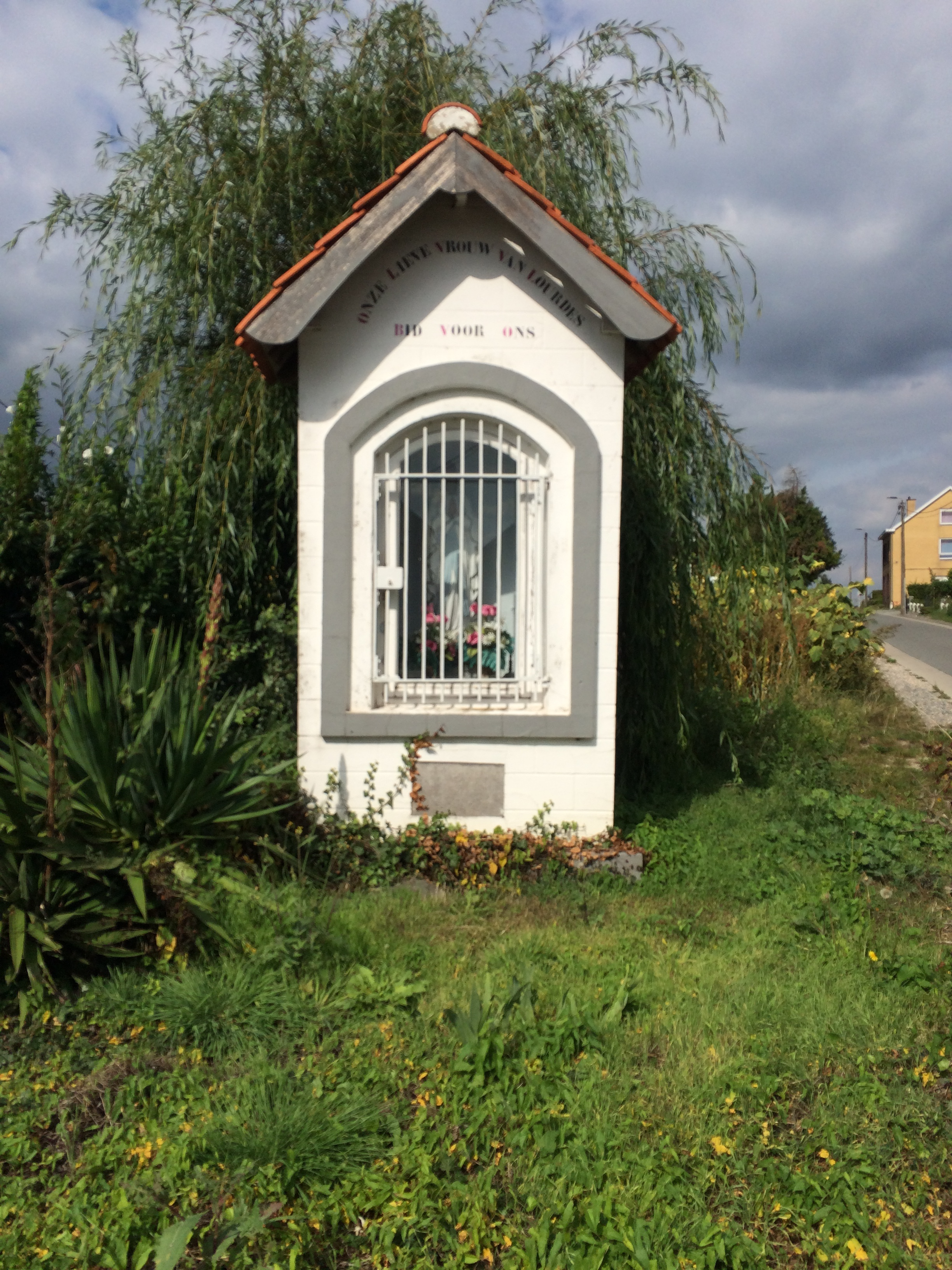
Onze-Lieve-Vrouwkapel van Lourdes - Oude Postweg en Brabantsebaan

De Onze-Lieve-Vrouwkapel (met nummer Q97787185) is een kapel in Sint-Laureins-Berchem, deelgemeente van Sint-Pieters-Leeuw, gelegen op de hoek van de Oude Postweg en de Brabantsebaan
Deze kapel is gebouwd voor Onze-Lieve-Vrouw van Lourdes door de familie Vanhorenbeke in 1942. 
Onder de nis staat volgende tekst te lezen: ‘Deze kapel is gebouwd ter eere van OLV van Lourdes door de familie Vanhorebeke 1-5-1942’.  In de nok staat ook in een boog geschilderd: ‘Onze-Lieve-Vrouw van Lourdes bid voor ons’.
De kapel is een onderdeel van de kaarskensprocessie en is gebouwd als dank voor zijn genezing door Albert Vanhorenbeke.